# 江別市立大麻東小学校
江別市立大麻東小学校（えべつしりつおおあさひがししょうがっこう）とは、北海道江別市大麻東町にある市立の小学校である。1969年（昭和44年）11月1日設立。

## 概要
大麻東小学校は、道営大麻団地の造成にともなって、1969年（昭和44年）11月に開校し、団地の発展とともに児童数が激増し、1978年（昭和53年）に大麻泉小学校へ分離し、今に至っている。校区は、個人住宅や道営・公団・民間のアパート・マンションが多く、保護者の多くは札幌市内への通勤者であり、教育に対する関心が非常に高く、PTA活動等がさかんである。

## 校区
大麻東小学校の校区は以下の通りである。
- 元野幌（1180番地-1184番地）
- 大麻（244番地-248番地、251番地、300番地-303番地、306番地-310番地、313番地-317番地、319番地、446番地-456番地、515番地-516番地、524番地-531番地、1119番地、1183番地-1186番地）
- 大麻南樹町
- 大麻晴美町
- 大麻園町
- 大麻東町
- 大麻高町
- 大麻北町（521番地の29-34、523番地の1、523番地の8-46、523番地の54-137）
- 大麻元町（154番地-167番地）

## 教育目標等
2024年度（令和6年度）現在の教育目標等は以下の通りである。
- よく考えて　学習する　子ども（知）
- やさしい心で　助け合う　子ども（情）
- 進んで　やりぬく　子ども（意）
- いつも明るく　じょうぶな　子ども（体）

## 教育活動
特色のある教育活動として、以下のものが挙げられる。
小一貫教育の取組
- 小中乗り入れ授業
- 中学校登校日・体験授業
- 部活動体験
- 作品交流
- 特別支援交流

地域一体型・学校顔づくり事業
- 「親子ふれあいコンサート」を通して、地域の音楽文化の充実を図る（学校運営委員会）
- 地域のおはなし会による読み聞かせ、図書室の環境整備など、読書を愛する子どもを育てる
- 様々な交流体験活動の充実を図る（幼保こ小・地域の高齢者、福祉施設） ※幼保こ小連携会議における引継や連携会議の充実
- 食育を通した各教科における取組の充実（農業体験、調理体験等）
- 支持的風土がみなぎる学年・学級経営の充実
- 深い児童理解に基づき、やさしさと厳しさ・励ましがあり、一人一人が生き生きと活動する楽しい学級経営
- 教師と児童の信頼関係及び児童相互の好ましい人間関係の充実
- 体験的な学習及び主体的・対話的で深い学びのある学習の促進
- 指導方法や指導体制の工夫改善など、個に応じた指導の更なる充実（TT・習熟度別学習・専科制・交換授業等の実践）
- 望ましい人間関係の育成と充実（学校行事や集会活動の実践を通して）
- 体力づくりの更なる充実と自分の命は自分で守ることのできる防災教育の推進
- いじめ・不登校対策指導の日常化による未然防止・早期発見・組織的対応の指導体制の充実

## 児童数・学級数
| 学年   | 1年生 | 2年生 | 3年生 | 4年生 | 5年生 | 6年生 | 特別支援 | 計  |
| ------ | ----- | ----- | ----- | ----- | ----- | ----- | -------- | --- |
| 学級数 | 2     | 2     | 2     | 2     | 2     | 2     | 3        | 15  |
| 児童数 | 59    | 52    | 43    | 61    | 60    | 47    | 19       | 341 |

（2024年（令和6年）5月1日現在）

## 歴史

### 沿革
学校の沿革は以下の通りである。
- 1969年（昭和44年）11月 - 開校。PTA設立。
- 1972年（昭和47年）03月 - 校歌並びに児童会の歌制定。
- 1978年（昭和53年）04月 - 大麻泉小学校へ本校より分離。
- 2015年（平成27年）04月 - 特別支援学級3学級新設。

## 所在地
大麻東小学校の所在地は以下の通りである。
- 郵便番号：069-0852
- 所在地：北海道江別市大麻東町32